# Geschichte der Juden in den Niederlanden
Die Geschichte der Juden in den Niederlanden beschreibt die Entwicklung des Judentums auf dem Gebiet der heutigen Niederlande. Sie kann bis in die Zeit um Christi Geburt zurückverfolgt werden und war häufig geprägt von Verfolgung und Unterdrückung. In moderner Zeit stellte insbesondere der auch in den Niederlanden stattfindende Holocaust eine Zäsur für die jüdische Gemeinschaft dar.

## Anfänge bis zum Mittelalter

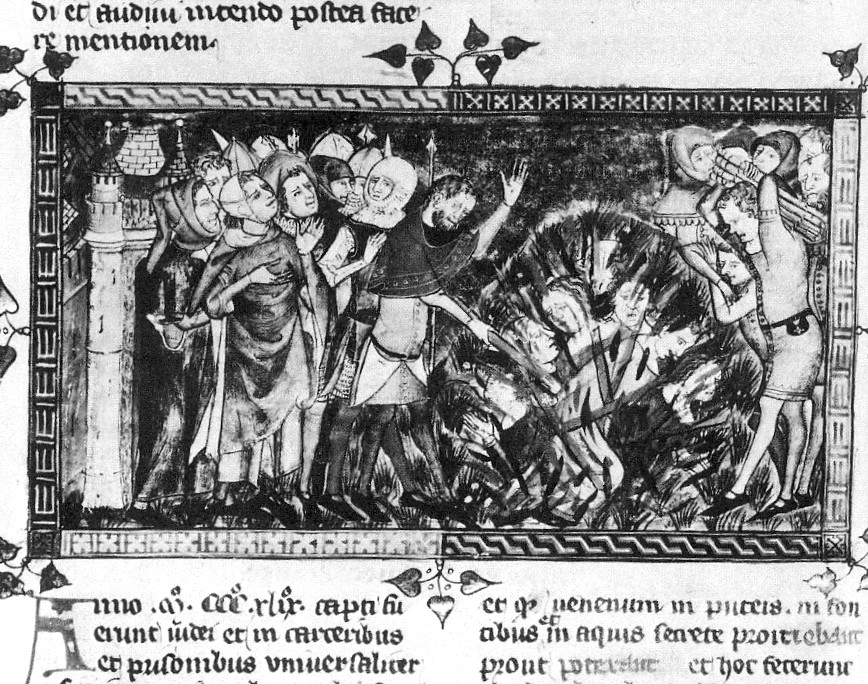
Judenverbrennung während der Pestepidemie von 1349

Es gilt als wahrscheinlich, dass die ersten jüdischen Einwanderer die „niederen Lande“ – neben den Niederlanden auch das heutige Belgien – etwa zur Zeit der römischen Eroberungen um die Zeitenwende erreichten. Über diese Menschen ist wenig bekannt, es gilt jedoch als gesichert, dass sie nicht in größerer Zahl einwanderten. Für einige Zeit bestand die jüdische Präsenz daher aus kleinen, isolierten Gemeinschaften und einzelnen versprengten Familien. Belastbare Quellen datieren meist frühestens aus dem 11. Jahrhundert, als die heutigen Niederlande Teil des Heiligen Römischen Reiches waren. Bereits aus dieser Zeit finden sich Berichte, dass als Juden identifizierte Menschen sich regelmäßig Verfolgung und Vertreibung ausgesetzt sahen. Frühe Quellen aus dem 11. und 12. Jahrhundert bezeugen Konflikte zwischen Christen und Juden sowie Konvertierungsversuche zum Christentum. Für das Jahr 1164 ist in der Gegend von ’s-Hertogenbosch die Ansiedelung einer Gruppe von Juden belegt, die einige Jahre später durch Verbrennung auf der Vughtse Heide ermordet wurden. Dies stellte den ersten bekannten Massenmord an Juden in den niederen Landen dar.
Ab dem 13. Jahrhundert lebten jüdische Menschen in den Herzogtümern Brabant und Limburg, wo sie vor allem in den größeren Städten wie Brüssel, Leuven, Tienen und Maastricht in nennenswerter Zahl ansässig waren. Quellen aus dem 14. Jahrhundert berichten auch von jüdischen Bewohnern in den Städten Antwerpen und Mechelen sowie im nördlichen Teil des Herzogtums Geldern. Im Jahr 1309 wurden im südlimburgischen Born 110 jüdische Flüchtlinge aus Sittard und Susteren getötet, die in einer dortigen Burg Zuflucht gesucht hatten. Diese wurde in Brand gesteckt und die Flüchtlinge ermordet.
Während der Pestepidemie der Jahre 1347 bis 1349 beschuldigte man die Juden, durch die Vergiftung öffentlicher Brunnen für den Ausbruch der Krankheit verantwortlich zu sein. Die Juden waren verdächtig, weil sie diese Wasserquellen auf Grund ihrer Glaubensvorschriften nicht nutzten. Auch waren Juden deutlich seltener betroffen, was vermutlich auf die durch ihre Religion vorgeschriebenen Reinigungsvorschriften zurückzuführen war. Zur damaligen Zeit war jedoch der Zusammenhang zwischen mangelnder Hygiene und der Ausbreitung der Pest und anderer Krankheiten noch unbekannt. Jüdische Menschen wurden während der Pestzeit als Sündenböcke vertrieben oder getötet, in einigen Städten entlang der IJssel sowie in Arnhem, Nijmegen und Utrecht wurden bis 1349 alle dort wohnhaften Juden lebendig verbrannt.
Auf Grund der für Juden geltenden besonderen Rechtslage im Heiligen Römischen Reich – sie dienten offiziell keinem lokalen Fürsten und „gehörten“ direkt dem Kaiser – konnten sie zur Ausübung bestimmter Tätigkeiten verpflichtet werden. So wurden diese vielerorts eingesetzt, um Steuern einzutreiben, was zusätzlich zur Unbeliebtheit der Juden bei der übrigen Bevölkerung beitrug. Im 15. Jahrhundert verbesserte sich die Lage der Juden in den niederen Landen leicht. Es wurden sogenannte „Judenbriefe“ (niederländisch Jodenbrieven) herausgegeben, die es den Juden erlaubten, sich als Kreditgeber zu betätigen.
Im Gegensatz zu anderen europäischen Ländern mussten in den heutigen Niederlanden Juden nicht in separaten Stadtteilen wohnen, auch eine sichtbare Kennzeichnung mussten sie nicht tragen. Dennoch mussten sie mit gewissen Einschränkungen leben. So waren etwa viele Berufe für Juden verboten. Ebenso durften sie sich nicht über das Christentum äußern und lediglich andere Menschen jüdischen Glaubens ehelichen.

## Frühe Neuzeit
Erst Ende des 16. Jahrhunderts begann die Migration größerer Gruppen von Juden in die Niederlande. Hierbei handelte es sich zunächst um Sephardim genannte Juden aus Spanien und Portugal, die sich auf der Flucht vor der Spanischen Inquisition befanden, die sie vor die Wahl stellte, entweder zum Katholizismus zu konvertieren oder aber ihre Heimat zu verlassen. Viele von ihnen siedelten nach Nordafrika oder in das Osmanische Reich um, eine kleinere Anzahl von ihnen wandte sich jedoch auch nach Norden und fand zunächst vor allem in Amsterdam Zuflucht. Anfang des 17. Jahrhunderts wurden auch erste Städte in Holland besiedelt: Als erste holländische Stadtverwaltung erließ der Rat der Stadt Alkmaar im Jahr 1604 offiziell eine sogenannte „Judenregelung“ (niederl. jodenreglement) und gestattete damit offiziell den Zuzug jüdischer Menschen. Solange sich diese Einwanderer korrekt verhielten, konnten sie ihren Glauben in Freiheit ausleben. Es war ihnen jedoch verboten, Christen zu heiraten oder zu versuchen, Christen zum Judentum zu bekehren. Ähnlich tolerante Regelungen wurden in den Folgejahren auch in Haarlem (1605) und Rotterdam (1610) festgelegt. Aus dem streng calvinistischen Amsterdam kam jedoch scharfe Kritik an diesen Regelungen. Ratspensionär Johan van Oldenbarnevelt trat an seinen Rotterdamer Amtskollegen Hugo de Groot, den Verfasser der Rotterdamer Judenverordnung, sowie an den Amsterdamer Pensionaris Adriaan Pauw, heran, mit dem Vorschlag gemeinsam eine jüdische Verordnung für ganz Holland zu verfassen. Dieser Versuch schlug jedoch fehl, woraufhin die Stadt Amsterdam im Jahr 1616 ihre eigenen Vorschriften erließ. In diesen wurde das Bekenntnis zur jüdischen Religion zwar geduldet, jeder Ausdruck dieses Glaubens blieb allerdings verboten.

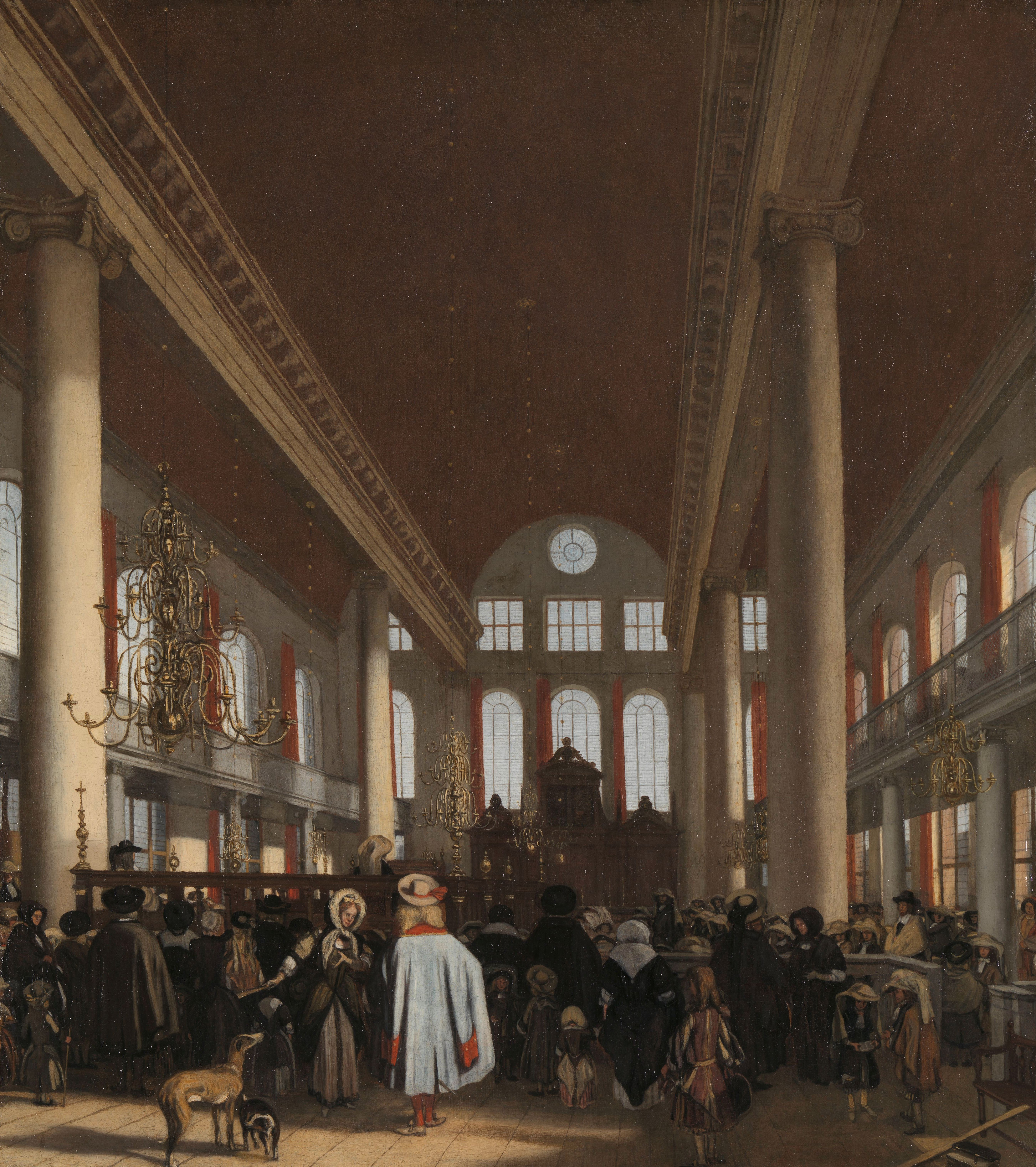
Innenansicht der Portugiesisch-Israelitischen Synagoge in Amsterdam. Gemälde von Emanuel de Witte, circa 1680, aus der Sammlung des Rijksmuseums Amsterdam

Da ihnen der Beitritt zu einer Gilde – und damit de facto das Ergreifen vieler Berufe – noch immer verboten war, betätigten sich im 17. Jahrhundert noch immer viele Juden als Händler und Kaufleute. Durch zahlreiche Handelskontakte in ihre Herkunftsländer Spanien und Portugal war ein gewisser Teil von ihnen wirtschaftlich gut aufgestellt. So finanzierten Sepharden unter anderem Reisen der Niederländischen Ostindien-Kompanie und traten als Hausbankiers des Hauses Oranien in Erscheinung. In dieser Position profitierten einige von ihnen erheblich von der als Goldenes Zeitalter bezeichneten kulturellen und wirtschaftlichen Blütezeit der Republik der Sieben Vereinigten Provinzen. Dennoch waren viele weniger erfolgreiche Juden gezwungen, sich als Hausierer oder Tagelöhner durchzuschlagen. Um das Jahr 1700 herum besaß die Stadt Amsterdam mit etwa 10.000 Mitgliedern die größte jüdische Gemeinschaft Westeuropas. Die sephardische Abstammung vieler Juden war noch gut an Nachnamen wie „Pereira“, „Cardozo“, „del Castilho“, „Nunes“, „De Pinto“ oder „Vas Dias“ zu erkennen.
Das 17. Jahrhundert erlebte mit dem Dreißigjährigen Krieg (1618–1648) auch einen der Höhepunkte der Judenverfolgung in Europa. Infolgedessen flohen viele Juden aus dem Heiligen Römischen Reich und Osteuropa in die sichereren Niederlande. Diese als Aschkenasim bezeichneten Menschen waren meist ärmer als ihre sephardischen Glaubensgenossen und verdingten sich fortan vor allem als Tagelöhner oder Torfstecher in ländlichen Gebieten, im Wanderhandel, als Metzger oder Viehhändler. Trugen sie zunächst noch Nachnamen wie „Polak“, „Hamburger“, „Bremer“, „Moszkowicz“ und „Van Praag“ wählten sie später häufig neue Namen, die sich regelmäßig an Tiere oder Früchte anlehnten. Einige Beispiele sind etwa „De Hond“, „De Haan“, „Schaap“, „Appel“ oder „Citroen“. Beide Gruppen lebten zunächst weitgehend isoliert voneinander. So gab es etwa in Amsterdam getrennte Synagogen für Sepharden und Aschkenasim.

## Französische Zeit
Zu Beginn des Jahres 1795 beendete eine Invasion der französischen Armee im Zuge des Ersten Koalitionskriegs die Existenz der Republik der Sieben Vereinigten Provinzen, die daraufhin durch die von Frankreich abhängige Batavische Republik ersetzt wurde. Nicht lange nach der Ankunft der Franzosen gründete eine kleine Gruppe von Juden, angeführt von dem Kakaohändler Mozes Salomon Asser, in Amsterdam einen sogenannten „Patriotenclub“. Unter dem Namen Felix Libertate (etwa: „Glücklich durch Freiheit“) propagierten sie die Gleichberechtigung aller jüdischer Bürger in den Niederlanden. Die Zeit war für ein solches Unterfangen günstig, das das neue Regime bereits mit zahlreichen etablierten Traditionen gebrochen hatte. Um entsprechende Aufmerksamkeit für ihr Anliegen zu erreichen, wandten sich die Libertate-Mitglieder wiederholt mit Beschwerden an die Mitglieder der Nationalversammlung. Diese stellte die Juden am 2. September 1796 den Mitgliedern anderer Konfessionen rechtlich in vollem Umfang gleich. Sie legte fest, dass keinem Juden die im Batavischen Bürgerrecht festgeschriebenen Rechte verwehrt werden dürften. Noch im selben Jahr wurde das Verbot der Mitgliedschaft in einer Gilde aufgehoben. Die Entscheidung der Nationalversammlung ist vor dem Hintergrund der französischen Einflussnahme zu sehen, die die Gleichheitsideale der Französischen Revolution in Frankreichs Satellitenstaaten exportierte. Die Verabschiedung dieses Dekrets stellte einen wichtigen Schritt im Emanzipationsprozess der niederländischen Juden dar, der damit aber keineswegs abgeschlossen war. Die bürgerliche Gleichstellung brachte vor allem ohnehin wohlhabenden und sozial bessergestellten männlichen Juden weitere Vorteile. An Frauen und der großen Masse des sogenannten „Lumpenproletariats“ gingen diese Verbesserungen fast völlig vorbei. Vor dem Gesetz waren Juden nun anderen Niederländern gleichgestellt, in der Praxis schlug sich dies aber noch längst nicht immer nieder: Selbst in Amsterdam, der einzigen westeuropäischen Stadt, die schon vor der Französischen Revolution die Einwanderung jüdischer Menschen uneingeschränkt zugelassen hatte, war die Ungleichbehandlung noch immer deutlich spürbar. Mindestens sechzig Prozent der Juden lebten ganz oder teilweise von der Armenhilfe.
Im Anschluss an die Umwandlung der Batavischen Republik zum kurzlebigen Königreich Holland, betrachtete dessen König Louis Bonaparte die Juden als Teil der „niederländischen Nation“ und somit nicht mehr als eigenständige Gemeinde. Im Jahr 1808 bündelte er die jüdischen Gemeinden durch die Errichtung eines sogenannten „Oberkonsistoriums“. Nach dem Ende des Königreichs Holland und der Schaffung von dessen Nachfolgestaat, dem Königreich der Vereinigten Niederlande, formte dessen König Wilhelm I. dieses Konsistorium im Jahr 1814 zur „Hauptkommission für die Angelegenheiten der Israeliten“. Das Konsistorium wurde später in eine getrennte niederländisch-israelitische für die aschkenasischen Juden und eine portugiesisch-israelitische Konfession für die sephardischen Juden unterteilt. Obwohl es immer noch eine gewisse Trennung zwischen Aschkenasim und Sepharden gab, waren die Einkommensunterschiede zwischen den beiden Gruppen nun geringer geworden. Nach dem Ende des Goldenen Zeitalters waren die Sepharden grundsätzlich ärmer und die Aschkenasim etwas reicher geworden. Im 19. Jahrhundert gehörten die meisten Angehörigen beider Gruppen noch immer zur wirtschaftlich schwächsten Bevölkerungsschicht. Sephardische und aschkenasische Juden interagierten nun mehr und begannen auch häufiger untereinander Ehen zu schließen.
Seit dem Jahr 1811 bestand auch für niederländische Juden die Pflicht, einen Nachnamen anzunehmen. Dieser konnte grundsätzlich frei gewählt werden, ausgeschlossen waren jedoch Ortsnamen aus dem Heiligen Land. Darüber hinaus wurde eine neue Bibelübersetzung in Auftrag gegeben, die sowohl für Juden als auch für Christen akzeptabel sein sollte. Um ihre Integration zu fördern wurde den Juden von der Verwendung des Jiddischen im Alltag abgeraten.

## Jüdische Emanzipation
Einhergehend mit dem wirtschaftlichen und technologischen Fortschritt des 19. Jahrhunderts begann sich etwa ab 1850 eine jüdische Mittelschicht zu etablieren. Ein bekanntes Beispiel war der polnisch-stämmige Unternehmer Abraham Icek Tuschinski, der sich von einem einfach Schneider zum Besitzer mehrerer Kinos hocharbeitete. Um das Jahr 1900 begannen der aufkommende Sozialismus und die Gewerkschaftsbewegung viele Juden anzuziehen. Insbesondere der Diamantenschleifer Henri Polak profilierte sich zu dieser Zeit als Gründer der niederländischen Sozial-Demokratischen Arbeiterpartei und langjähriger Vorsitzender der einflussreichen Gewerkschaft Algemene Nederlandse Diamantbewerkersbond. Diese diente nach dem Zweiten Weltkrieg als Modell der modernen niederländischen Gewerkschaftsbewegung.
Auch die Communistische Partij van Nederland unter dem jüdischen Leiter Paul de Groot zog in diesen Jahren viele jüdische Mitglieder an. Der Zionismus, der die Gründung eines jüdischen Nationalstaates in Palästina forderte, fand in den Niederlanden jedoch nur wenige Anhänger. Es gab allerdings verschiedene Ausbildungszentren für Pionierarbeit in Palästina, sowie eine zionistische Jugendorganisation. Die direkte Beteiligung der Arbeiterbewegung beschleunigte den Emanzipationsprozess der großen Gruppe verarmter Juden. Die Einführung des allgemeinen Wahlrechts für Männer und Frauen im Jahr 1919 stellte den Abschluss dieses langen Prozesses dar.

## Flüchtlingsmigration der 1930er-Jahre
In Folge der Machtergreifung der Nationalsozialisten im benachbarten Deutschen Reich im Jahr 1933 und der Verabschiedung der antisemitischen Nürnberger Rassegesetze zwei Jahre später begann ein kontinuierlicher Strom jüdischer Flüchtlinge in die Niederlande. Bis 1935 verfolgten die Niederlande eine liberale Aufnahmepolitik, die es Flüchtlingen ermöglichte, recht einfach Asyl zu erhalten. Im Angesicht dieses Flüchtlingsstroms verschärfte die Regierung jedoch die Anforderungen: Nur noch wohlhabende jüdische Flüchtlinge wurden umstandslos aufgenommen, während andere nachweisen mussten, dass sie sich durch eine Rückkehr an ihren Wohnort einer unmittelbaren Gefahr für ihr Leben ausgesetzt sehen würden. Dieser Nachweis war jedoch schwer zu erbringen, so dass nur wenige deutsche Juden legal in das Land einreisen konnten. Die Regierung unter Ministerpräsident Hendrikus Colijn rechtfertigte ihre Zurückhaltung vor allem mit der grassierenden Arbeitslosigkeit und der bereits ohne massenhafte Zuwanderung hohen Bevölkerungsdichte des Landes. Des Weiteren spielte die Angst vor einer weiteren Befeuerung des auch in den Niederlanden aufkommenden Antisemitismus eine Rolle.
Im Vorfeld des Krieges verschärften die Niederlande die Zulassungsbedingungen noch weiter und die Grenze wurde endgültig für jüdische Flüchtlinge geschlossen. Der Anschluss Österreichs an das Deutsche Reich im Jahr 1938 und die Novemberpogrome desselben Jahres führten zu einem noch größeren Zustrom jüdischer Flüchtlinge. Im Mai 1938 stellte Justizminister Carel Goseling fest, dass Juden fortan als „unerwünschte Ausländer“ betrachtet würden. Trotz dieser Widrigkeiten gehen Schätzungen von etwa 35.000 bis 50.000 jüdischen Menschen aus, die bis zum Beginn des Krieges in die Niederlande einwanderten.
Im November 1938 brachte Anton Mussert, Gründer und Vorsitzender der faschistischen Nationaal-Socialistische Beweging (kurz NSB), einen Plan ins Gespräch, eine neue Heimstätte für Juden im südamerikanischen Guayana zu schaffen. Obwohl er nicht umgesetzt wurde, inspirierte der Plan in der Nachkriegszeit das gleichfalls erfolglose „Saramacca-Projekt“ (vgl. Saramaccaner) der Freeland League for Jewish Territorial Colonization, welches vorsah, 30.000 jüdische Flüchtlinge in Suriname anzusiedeln.

## Holocaust

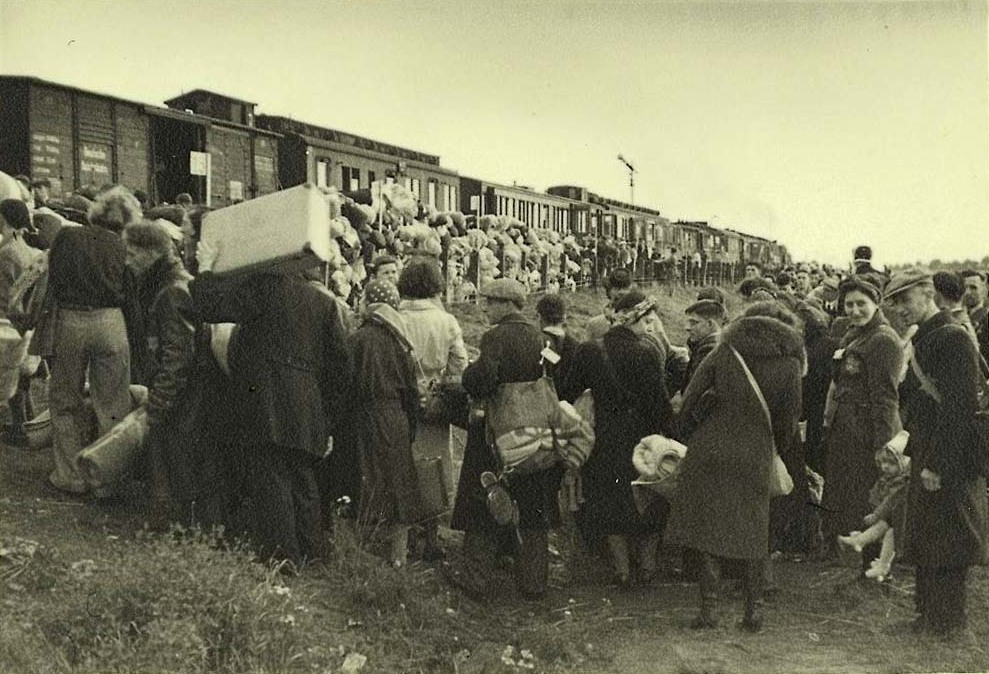
Niederländische Juden werden aus dem Durchgangslager Westerbork in das KZ Auschwitz deportiert (1942 oder 1943)

Während des Zweiten Weltkriegs wurden die hoffnungslos unterlegenen Niederländischen Streitkräfte von der deutschen Wehrmacht besiegt und das Land zur Kapitulation gezwungen. Das Land wurde von deutschen Truppen besetzt und ab dem 29. Mai 1940 als Reichskommissariat Niederlande unter eine zivile Verwaltung gestellt. Deren Leitung unter Reichskommissar Arthur Seyß-Inquart begann bald darauf verschiedenste diskriminierende Maßnahmen gegen die Juden einzuleiten, darunter Berufs- und Studienverbote sowie faktische Enteignungen.

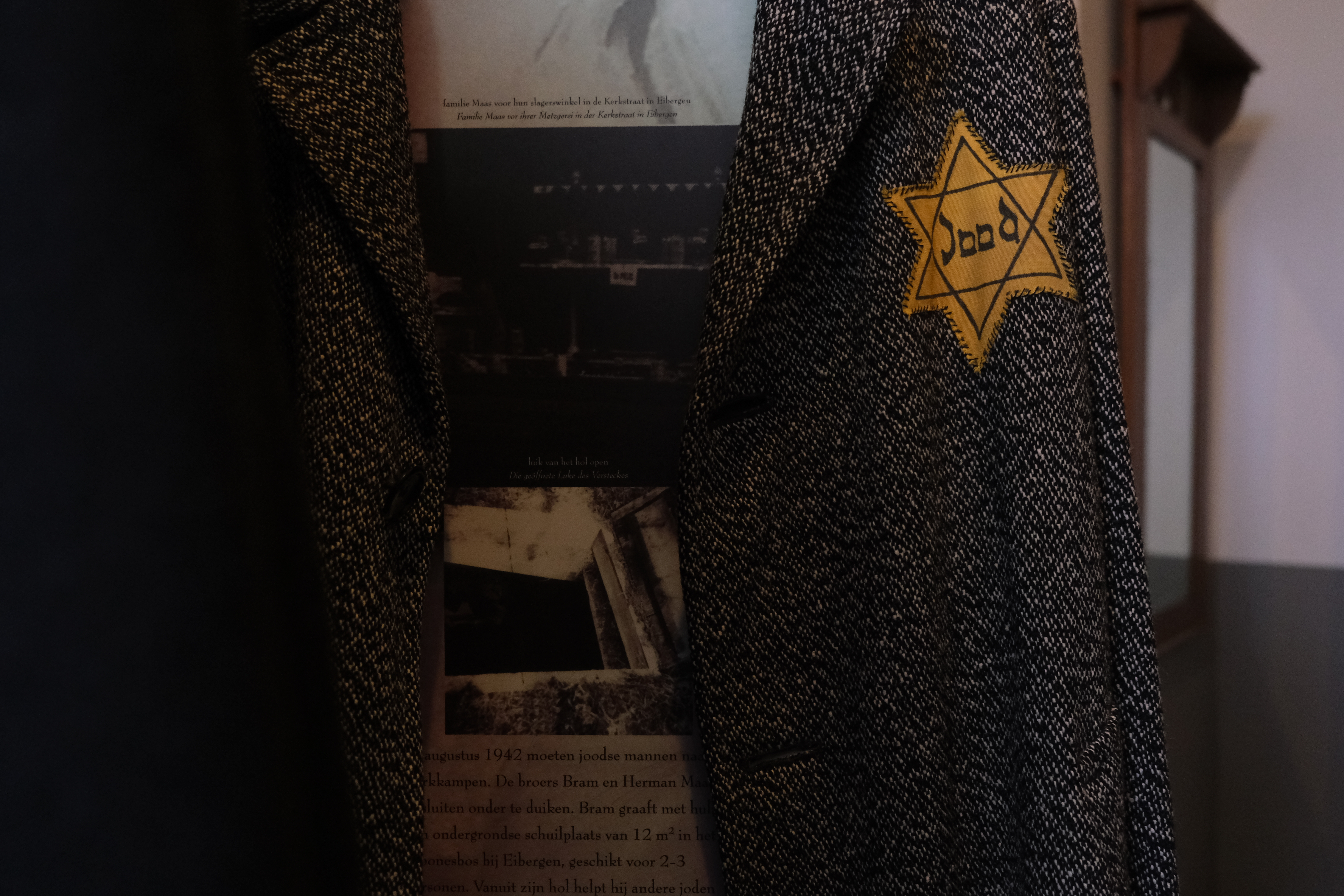
Im Nationaal Onderduikmuseum. Mantel mit Judenstern und Informationen über die Juden in Aalten.

Im Juli 1942 begannen die Besatzer schließlich damit, alle in den Niederlanden befindlichen Juden, derer sie habhaft werden konnten, über das Durchgangslager Westerbork in die Vernichtungslager im Osten zu deportieren. Um untergetauchte Juden aufzuspüren, führten die Deutschen ab 1942 regelmäßig Razzien in Amsterdam und anderen großen Städten durch. Unterstützt wurden sie dabei von niederländischen Kollaborateuren wie den Mitgliedern des deutschfreundlichen NSB. Von den schätzungsweise 140.000 als „Volljuden“ geltenden Menschen, die im Mai 1940 in den Niederlanden gelebt hatten, verloren ungefähr 101.800 bis zum Ende des Krieges ihr Leben. Dies entspricht einem Anteil von etwa 73 % der jüdischen Bevölkerung, was im Vergleich zu anderen besetzten Ländern Westeuropas ausgesprochen hoch ist.

## Nachkriegszeit
Die wenigen Juden, welche nach dem Krieg aus den Konzentrationslagern zurückkehrten, waren häufig schwer traumatisiert. Erschwerend kam hinzu, dass sie nun meist mittellos und ihrer Besitztümer beraubt worden waren. In vielen Fällen wurden ihre Vorkriegswohnungen mittlerweile von anderen Personen bewohnt; daher mussten viele Juden zunächst in Auffanglagern unterkommen und sich eine neue Unterkunft suchen. Juristische Konflikte bezüglich des geraubten jüdischen Besitzes dauerten teilweise noch bis in das 21. Jahrhundert an. Eine Wiederaufnahme des Studiums oder eine Rückkehr an den vorherigen Arbeitsplatz war oft nicht oder nur schwer möglich. Unter diesen Umständen entschloss sich ein erheblicher Teil der niederländischen Juden zu einer Auswanderung in das neu gegründete Israel.

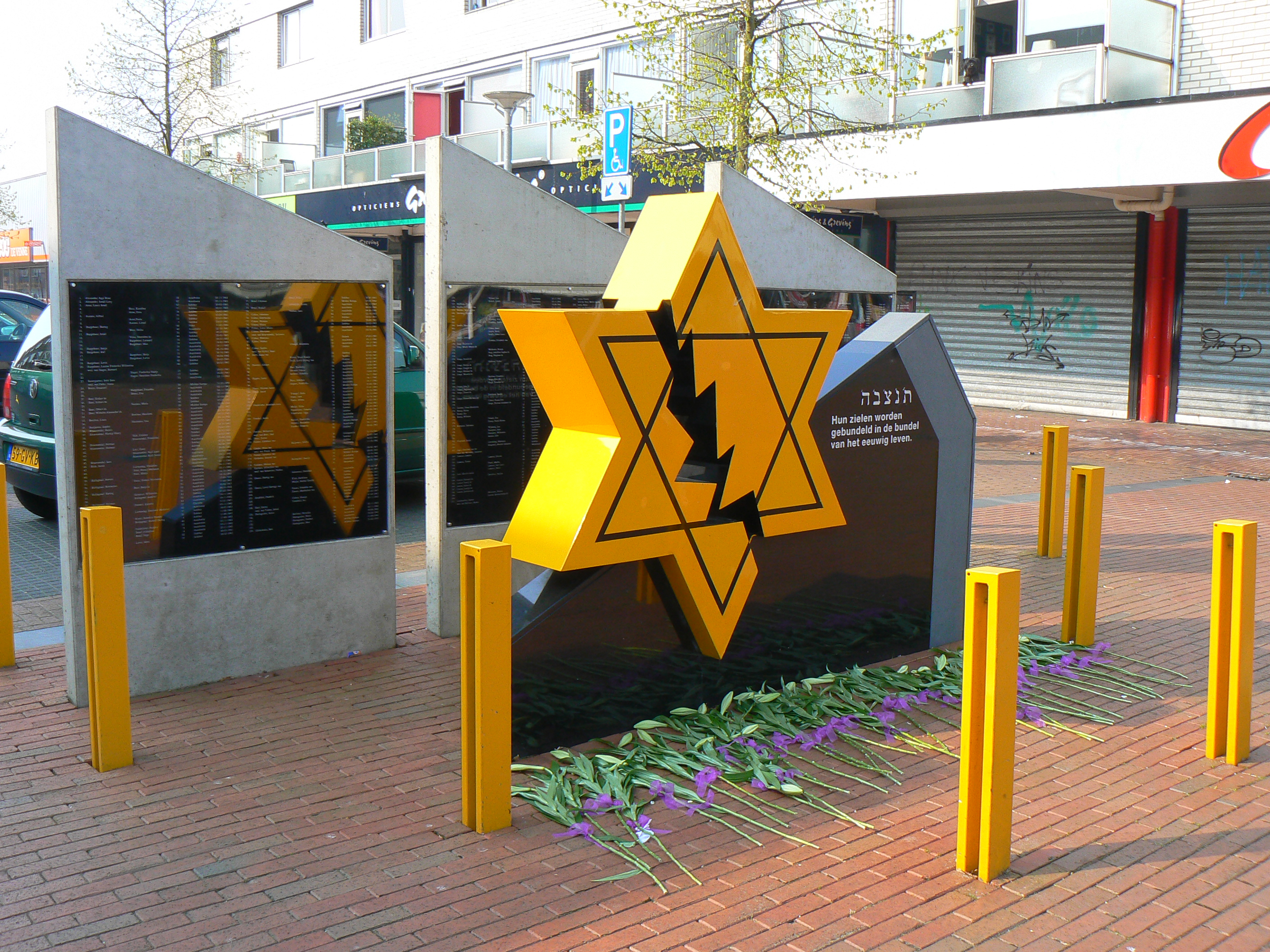
Eines der zahlreichen Denkmäler zu Ehren der Opfer des Holocausts in den Niederlanden (Winschoten, Provinz Groningen). Winschoten war vom Holocaust besonders schwer betroffen, 88 % der ansässigen Juden überlebten den Krieg nicht.

Zahlenmäßig konnte sich die jüdische Gemeinde nie von dem vernichtenden Einschnitt, den der Holocaust darstellte, erholen. Eine Zählung des Joods Maatschappelijk Werk aus dem Jahr 2000 stellte fest, dass in den Niederlanden zwischen 41.000 und 45.000 Menschen jüdischer Abstammung lebten. Hinzu kamen etwa 10.000 israelische Juden, die sich für ein Studium oder zum Arbeiten im Land aufhielten. In diese Zählung wurde jede Person einbezogen, die mindestens einen jüdischen Elternteil besaß. Die jüdischen Glaubensgesetze, nach denen nur Menschen mit einer jüdischen Mutter selbst als Juden gelten, fanden hier keine Anwendung. Auch ursprünglich andersgläubige Konvertiten wurden mitgezählt.
Auch heute noch kommt es in den Niederlanden gelegentlich zu antisemitischen Vorfällen. Als Auslöser hierfür wird meist die kontroverse Politik des Staates Israel gesehen. Die Stiftung Centrum Informatie en Documentatie Israël stellte in einer jährlich durchgeführten Untersuchung eine allgemeine Zunahme antisemitischer Vorfälle in den letzten Jahren fest. Entsprechend hierzu geben einige gläubige Juden an, sich insbesondere in der Hauptstadt Amsterdam, wo der Großteil der niederländischen Juden lebt, nicht mehr zu jeder Zeit sicher zu fühlen.
Am 7. November 2024 kam es in Amsterdam nach dem Europacup-Match zwischen Ajax Amsterdam und Maccabi Tel Aviv zu einer gezielten Jagd auf Juden. Bei den Angriffen waren 20 bis 30 Menschen nach Angaben der Behörden verletzt worden, die meisten davon leicht. Fünf Personen wurden in Krankenhäusern behandelt, drei Bürger galten als vermisst. Bei den Ausschreitungen wurden Fans der israelischen Mannschaft von propalästinensischen Randalierern systematisch zusammengeschlagen und mit sogar einem Auto angefahren. Vor allem Jugendliche auf Mopeds hätten die Israelis verfolgt und misshandelt. Die Unruhestifter seien „aktiv auf die Suche gegangen nach israelischen Fans, um sie anzugreifen und zu misshandeln“, heißt es in einer Erklärung der Stadt und der Polizei. Vieles lässt darauf schließen, dass es sich um organisierte Gewalt gegen Juden handelte. Israel schickte Flugzeuge nach Amsterdam, um seine Bürger in Sicherheit zu bringen. Der israelische Präsident Jitzchak Herzog sprach von einem „Pogrom“, auch andere israelische Politiker waren empört über die antisemitischen Ausschreitungen. Auch niederländische Politiker waren entsetzt. Die Amsterdamer Bürgermeisterin Femke Halsema sprach von einer „tiefschwarzen Nacht“ und einer „Schande für Amsterdam“. „An mehreren Stellen in der Stadt wurden Fans belagert, misshandelt und mit Feuerwerkkörpern beworfen“, sagte Halsema. Die Stadt kündigte auch schärfere Sicherheitsmaßnahmen an, um Israelis und Juden in Amsterdam zu schützen. Im Vorfeld des Matches hatten Hooligans von Maccabi Tel Aviv nach Aussage des Amsterdamer Polizeichef Peter Holla u. a. eine palästinensische Flagge angezündet, ein Taxi zerstört und Sprüche wie „Tod den Arabern“ und „Fuck you, Palestine“ skandiert.